# Љубиша Ђурић
Љубиша Ђурић (Мајданпек, 1949 — Београд, 12. април 2020) био је српски сликар, дизајнер накита, историчар уметности и педагог.

## Биографија
Љубиша Ђурић је 1975. завршио Вишу педагошку школу у Београду. 1980. је дипломирао на одсеку за цртеж на Ликовној академији у Београду у класи професора Зорана Петровића. Отишао је у Париз на студијско усавршавање (1982–1985). Добио је прву награду на Салону уметности у Цетињу (1983). Магистрирао је у класи професора Драгана Лубарде, 1985. године. Студирао је и историју уметности на Филозофском факултету. Био је први стипендиста „Титовог фонда”. Добија прву награду за цртеж из „Фонда за младе таленте - Моша Пијаде", то је била и откупна награда града Београда.
Постао је главни дизајнер „Златаре Мајданпек” и оснивач „Мајданарта” међународног симпозијума златарства. Био је дизајнер златног, сребрног и уникатног накита. Урадио је више од 200 колекција за сајмове у Италији, Француској, Холандији (Виченца, Фиренца, Милано, Париз...) његове колекције промовисале су се широм света. Био је културни радник и творац галерије „Склониште слободног духа”. Педагошки радник и први професор накита у јединој школи за „Уметничке занате” у Шапцу. Увек иновативан учествовао је на формирању нових „Техничких школа за накит” у Београду.
Био је члан УЛУС-а, СУЛУЈ-а и удружења француских уметника "La Maison Des Artistes".
Преминуо је 12. априла 2020. године у Београду. Сахрањен је на Градском гробљу у Мајданпеку, 15. априла 2020. године.